# Напреенко, Пётр Иванович
Пётр Ива́нович Напрее́нко (10 января 1935 — 7 июля 2018) — советский и российский государственный деятель, председатель Обнинского горисполкома (1983—1990), почётный гражданин города Обнинска (2006).

## Биография
Родился 10 января 1935 года в деревне Высокая Буда Климовичского района Белорусской ССР (ныне Могилёвской области Белоруссии).
После окончания Могилёвского ремесленного училища работал литейщиком на Думиничском чугунолитейном заводе (посёлок Думиничи Калужской области). В 1955—1958 служил в ВМФ.
Окончил вечернюю Думиничскую среднюю школу рабочей молодёжи и Брянский институт транспортного машиностроения (1964, заочно).
Послужной список:
- 1959—1972 — на комсомольской, партийной, хозяйственной и советской работе в Думиничском (в 1962—1967 годах — Сухиничском) районе: первый секретарь районного комитета ВЛКСМ (октябрь 1959 — апрель 1962), инструктор и заведующий организационным отделом райкома КПСС (март 1967 — январь 1970), начальник бюро по механизации Думиничского чугунолитейного завода, заместитель председателя райисполкома;
- 1972—1975 — учёба в Высшей партийной школе при ЦК КПСС;
- 1975—1983 — заместитель председателя исполнительного комитета Обнинского городского Совета народных депутатов;
- 1983—1990 — председатель Обнинского горисполкома;
- 1992—2000 — начальник городской налоговой инспекции.

С 1985 по 1990 год избирался депутатом Калужского областного Совета народных депутатов.
Скончался 7 июля 2018 года.

## Награды
- орден «Знак Почёта» (17.07.1986)
- Почётный гражданин города Обнинска (18.07.2006) — за многолетний личный вклад в развитие города и общественную деятельность.

## Семья
- Жена — Нелли Евгеньевна, учитель. Три дочери[2].